# 東郷町立兵庫小学校
東郷町立兵庫小学校（とうごうちょうりつ ひょうごしょうがっこう）は、愛知県愛知郡東郷町にある公立小学校。

## 校区
- 東郷町南西部の小学校であり、校区は春木（藤坂の一部、半ノ木の一部、岩ケ根、清水、涼松の一部）、三ツ池1-4丁目、兵庫1-4丁目、清水1-4丁目であり、公立中学校に進学する場合は東郷町立春木中学校に進学する[1]。
- 敷地内には兵庫児童館が設置されている。
- PFIのBTO方式を採用しており、兵庫小学校の施設は東郷町の所有であるが、民間事業者が維持運営を行っている[2]。

## 沿革
- 2007年（平成19年）4月1日 - 東郷町立音貝小学校から分離し、開校。
- 2008年（平成20年） - 東郷町で最初の放課後子ども教室を設置する。

## 交通アクセス
- じゅんかい君西コース「部田山コミュニティセンター前」バス停より徒歩約3分。
- 名鉄バス祐福寺線「音貝小学校前」バス停より徒歩約25分。

名鉄名古屋本線前後駅より「赤池駅」（祐福寺経由）行。
名鉄豊田線・名古屋市営地下鉄鶴舞線赤池駅より「前後駅」（祐福寺経由）行。
- 名鉄バス豊明団地線「音貝小学校前」バス停より徒歩約25分。

名鉄名古屋本線前後駅より「赤池駅」（藤田医科大学病院・地下鉄徳重経由）行。
名鉄豊田線・名古屋市営地下鉄鶴舞線赤池駅より「前後駅」（地下鉄徳重・藤田医科大学病院経由）行。

## 周辺施設
- 東郷町立春木中学校
- 東郷町立音貝小学校
- 東郷町立春木台小学校
- 名古屋市立神の倉小学校
- 名古屋市立熊の前小学校
- パイロットインキ東郷工場
- 若王子池